# Autostrada A3 (Bulgaria)

Coridorul pan-european IV cu roșu

Autostrada A3 (denumită neoficial și autostrada Struma; în bulgară Автомагистрала „Струма“, transliterat: Avtomagihstrala „Struma”) este o autostradă aflată în construcție în Bulgaria. Ea urmează ruta Sofia-Pernik-Dupnița-Blagoevgrad-Sandanski-granița cu Grecia (chiar dacă inițial, începutul rutei era la Pernik, pe 27 decembrie 2018, s-a decis ca autostrada A6 Liulin, Sofia-Pernik, să fie înglobată în autostrada A3; prin aceeași decizie, numerotarea A6 a fost atribuită viitoarei autostrăzi Europa, care va lega Sofia de granița cu Serbia, de la Kalotina). Face parte din coridorul pan-european IV și din drumul european E79, care duce de la Miskolc (Ungaria) la Salonic (Grecia), prin orașele românești Deva și Craiova.
Lungimea totală (planificată) a autostrăzii Struma este de 172 km. Ea se sfârșește la punctul de trecere a frontierei cu Grecia de la Kulata. Circa 135,8 km din autostradă sunt terminați și dați în folosință: de la începutul ei, la nodul Sofia (centura de vest a orașului), până la nodul Blagoevgrad-sud, și de la Kresna până la Kulata.
Autostrada este împărțită în 5 loturi de construcție: lotul 0 Pernik-Dolna Dikania, lotul 1 Dolna Dikania-Dupnița, lotul 2 Dupnița–Blagoevgrad, lotul 3 Blagoevgrad–Sandanski și lotul 4 Sandanski–Kulata (realizarea traseului Sofia-Pernik s-a desfășurat separat de restul A3, întrucât, la momentul construcției sale, Sofia-Pernik constituia autostrada A6). Lotul 3 este împărțit în 3 sub-loturi: 3.1 - Blagoevgrad-Krupnik, 3.2 - Krupnik-Kresna și 3.3 - Kresna-Dameanița. Construcția lotului 1 a început în septembrie 2011 și a fost terminată în august 2013, în vreme ce lucrul la lotul 4 a început în aprilie 2012 și a fost finalizat în martie 2014. Contractul pentru construcția lotului 2 s-a semnat în februarie 2013, și a fost dat în folosință în octombrie 2015. Din cauza costurilor mari de execuție, construcția lotului 3 a fost amânată pentru exercițiul financiar 2014–2020, până atunci făcându-se doar proiecte preliminare. Lotul 3 va fi executat și întreținut de o nouă companie, denumită „Compania Națională «Proiecte Strategice de Infrastructură»”. Lotul 3.3 a fost deschis în decembrie 2018, iar o parte din lotul 3.1 (până la ieșirea Blagoevgrad-sud) a fost dată în folosință pe 23 mai 2019.     
Autostrada va avea două benzi de circulație și câte o bandă de urgență pe sens, pentru a respecta standardele europene pentru autostrăzi. Ea va traversa munții printr-o combinație de viaducte și tuneluri pentru a conserva cât mai bine mediul înconjurător din zona Masivului Kresna. Construcția autostrăzii urmează să coste 1,2 miliarde €, din cauza traseului dificil prin munți. Numele autostrăzii provine de la râul Struma.

## Ieșiri
| Ieșire | km    | Destinații                       | Benzi | Note                                                                |
| ------ | ----- | -------------------------------- | ----- | ------------------------------------------------------------------- |
|        | 0     | Sofia                            |       | În funcțiune                                                        |
|        | 4,6   | Malo Bucino                      |       | În funcțiune                                                        |
|        | 18,9  | Pernik                           |       | În funcțiune                                                        |
|        | 26,7  | Studena                          |       | În funcțiune                                                        |
|        | 30,8  | Bosnek                           |       | În funcțiune                                                        |
|        | 33,2  | Staro selo                       |       | În funcțiune                                                        |
|        | 37,1  | Dolna Dikania                    |       | În funcțiune                                                        |
|        | 51,3  | Dupnița-nord                     |       | În funcțiune                                                        |
|        | 59,2  | Dupnița-sud, Kiustendil          |       | În funcțiune                                                        |
|        | 73,4  | Boboșevo                         |       | În funcțiune                                                        |
|        | 85,2  | Blagoevgrad-nord, Kocerinovo     |       | În funcțiune                                                        |
|        | 90,8  | Blagoevgrad                      |       | În funcțiune                                                        |
|        | 97,2  | Blagoevgrad-sud                  |       | În funcțiune                                                        |
|        | 100,2 | Tunel "Jeleznița"                |       | În funcțiune                                                        |
|        | 104   | Simitli, Bansko                  |       | În funcțiune                                                        |
|        |       | Krupnik                          |       | În construcție                                                      |
|        |       | Defileul Kresna (Krupnik-Kresna) |       | În licitare                                                         |
|        | 128,2 | Kresna                           |       | Ieșire temporară în funcțiune, va fi construită o ieșire definitivă |
|        | 136,7 | Strumeani                        |       | În funcțiune                                                        |
|        | 147,7 | Sandanski                        |       | În funcțiune                                                        |
|        | 153,1 | Petrici, Melnik                  |       | În funcțiune                                                        |
|        | 159,2 | Gheneral Todorov                 |       | În functiune                                                        |
|        | 161,2 | Marikostinovo                    |       | În funcțiune                                                        |
|        | 163   | Petrici                          |       | În funcțiune                                                        |
|        | 168,5 | Kulata; Salonic, Atena           |       | În funcțiune                                                        |